# Dragon Age: Спокута
Dragon Age: Спокута (англ. Dragon Age: Absolution) — шестисерійний анімаційний фентезійний телесеріал, створений шоуранером Мейрґрід Скотт для Netflix. Проєкт анонсовали 10 серпня 2022 року і випустили 9 грудня 2022 року. Музику до серіалу написала болгарська композиторка Пенка Кунева, яка раніше разом з Іноном Цуром працювала над саундтреком до Dragon Age II. Дія відбувається у вигаданому BioWare всесвіті Dragon Age і розказує історію групи найманців, яким доручено влаштувати небезпечне пограбування одного з наймогутніших магів Тевінтера.

## Синопсис
Дія серіалу розгортається в Тедасі, вигаданому світі, створеному для серії відеоігор BioWare Dragon Age. Історія зосереджуватиметься у Імперії Тевінтер — найстарішою державою людей у Тедасі в якій панує магократія. Магістри очолюють Імперію, а Архонт керує ними. Імперія відома своєю суворою кастовою системою, яка включає рабство та практикою забороненої магії крові.
Хронологічно дія Спокути відбувається після завершення Dragon Age: Inquisition, оскільки персонажі згадують сюжетні події цієї гри, але до подій наступної гри серії Dragon Age: The Veilguard.

## Команда
- Кімберлі Брукс[en] грає Міріам, ельфійську найманку та тевінтерську рабиню-втікачку.
- Метью Мерсер у ролі Фербенкса, повстанця і борця за свободу. Персонаж вперше з'явився в другорядній ролі в Dragon Age: Inquisition.
- Ешлі Берч — Квідіон, маг кунарі та талановита цілителька.
- Сумалі Монтано[en] в ролі Фіри, магесси та колишнього члена Інквізиції.
- Філ Ламарр[en] — Роланд, воїн і кращий друг Міріам.
- Кестон Джон — Лаклон, гном і досвідчений воїн.
- Джош Кітон[en] — Резарен Аммозін, магістр Тевінтеру і головний антагоніст серіалу.
- Зехра Фазал[en] у ролі Тасії, лицарки-командора Ордену храмовників у Тевінтері.

Камео
- Міранда Рейсон[en] — Кассандра Пентагаст, Шукачка Істини та колишня супутниця Інквізитора, знайома гравцям по Dragon Age II та Dragon Age: Inquisition.
- Джин Гілпін[en] у ролі Мередіт, колишньої лицарки-командора Кірквола, знайома гравцям по Dragon Age II.

## Список серій
| # | Назва                          | Дата показу   |
| --- | ------------------------------ | ------------- |
| 1 | «Невидима жінка»               | 9 грудня 2022 |
| Після зустрічі з давнім другом Міріам приєднується до останньої місії Інквізиції, щоб знайти загадковий предмет, захований у літньому палаці. |                                |               |
| 2 | «Воля Творця»                  | 9 грудня 2022 |
| Магістр намагається розкрити історію Циркулума Інфінітуса. Команда відволікає охоронців палацу, щоби прослизнути до сховища храму.            |                                |               |
| 3 | «Зміїна пастка»                | 9 грудня 2022 |
| Щоб вижити, Міріам і її команда повинні подолати демонів, орди нежиті та інші магічні сили, що ховаються за стінами палацу.                   |                                |               |
| 4 | «Ті, хто бачить хибні видіння» | 9 грудня 2022 |
| План утечі опиняється під загрозою через несподівану зустріч із Резареном і приголомшливе відкриття. Місто замкнене, охорона шукає злодіїв.   |                                |               |
| 5 | «Вівтар вогню»                 | 9 грудня 2022 |
| У пошуках відповідей Командор допитує Фіру. Міріам і її команда повертаються до палацу, щоб зустрітися з Резареном і врятувати подругу.       |                                |               |
| 6 | «Ціна спасіння»                | 9 грудня 2022 |
| Зрада викриває справжню мету місії. Резарен хоче здійснити ритуал за будь-яку ціну, тому звертається за допомогою до темних сил.              |                                |               |

## Маркетинг
Проєкт було анонсовано на домашньому заході Netflix Geeked Week у червні 2022 року, тоді ж і був показаний перший тизер-трейлер. Також було оголошено, що власник франшизи Dragon Age канадська компанія BioWare буде наглядати за процесом розробки і надасть всі необхідні консультації корейській анімаційній студії Red Dog Culture House, а керуватиме проєктом шоураннер Мейрґрід Скотт.
Повний трейлер був випущений у листопаді. Серіал вийшов на Netflix 9 грудня 2022 року.

## Оцінки і відгуки
Після випуску трейлера в листопаді 2022 року, Еш Перріш у своєму матеріалі для The Verge був оптимістично налаштований щодо якісної анімації та озвучки, але йому також було цікаво, як серіал може бути пов'язаний з майбутньою грою серії Dragon Age: Dreadwolf. Перріш підкреслив, що BioWare створили кілька серіалів на основі своєї франшизи, зокрема Dragon Age: Dawn of the Seeker і Dragon Age: Redemption, персонажі яких пізніше з'являються у їх відеоіграх. Він припустив, що персонаж із серіалу може з'явитися в тій чи іншій формі в майбутній грі як компаньйон або неігровий персонаж.
Сісі Цзян для Kotaku припустив, що, виходячи з появи Кассандри Пентагаст у трейлері Dragon Age: Спокута відбувається після подій Dragon Age: Inquisition. Цзян зазначив, що BioWare і раніше включали додаткові елементи в побічні квести Інквізиції, і подумав, що те саме може статися з Dragon Age: Dreadwolf.
Постреліз
На вебсайті агрегатора рецензій Rotten Tomatoes 89% із 9 відгуків критиків є позитивними із середнім рейтингом 8,50/10.
Петрана Радулович для Polygon прокоментувала, що акцент на персонажах є частиною того, що робить серію відеоігор Dragon Age «переконливою». Так само персонажі цього серіалу ніби вистрибують «з екрану завдяки зірковій анімації та чудовій озвучці», і що «хоча герої індивідуально чудові, саме їхні стосунки один з одним скріплюють угоду». Радулович назвала шоу «доступним [...] шляхом до франшизи». Однак вона також прокоментувала короткий проміжок епізодів і «обмежені рамки», в яких має працювати шоу, щоб не робити «припущень» щодо вибору гравців у попередніх іграх.
Алана Джолі Ебботт, у своїй рецензії для Paste, оцінила серіал на 9,5/10 і заявила, що шанувальникам серії Dragon Age сподобається «подорож назад до Тедаса» під час очікування Dreadwolf. Ебботт відчувала, що новачки серії, які є «любителями мультфільмів і фентезі», також знайдуть багато задоволення в цьому шоу. Ебботт підкреслила, що наративи з «романами та персонажами ЛГБТ» особливо покращують серіал — вона написала, що «хімія між Роландом і Лаклоном [...] особливо добре розвинена». Ебботт також виділила Квідіон, яка є «комічним персонажем, який жодного разу не виходить за рамки і не дратує», і назвала Міріам «переконливим протагоністом». Вона прокоментувала, що у Спокуті є «настрої, які змішують» такі шоу, як «Аватар: Останній захисник» (2005), Carmen Sandiego (2019) і «Легенда про Vox Machina» (2022), і що шоу «використовує найкраще з різних жанрів», щоб створити переконливу та орієнтовану на персонажів розповідь».
Рафаель Мотамайор, для /Film, назвав шоу «хітом» і «справжнім подарунком для шанувальників ігор», хоча воно було не настільки доступним для новачків — він написав, що «воно відтворює досвід гри, починаючи з великої кількості романів і закінчуючи подіями, що виглядають майже як покроковий бій з основною партією персонажів в рольових іграх». Він прокоментував, що історія пограбування нагадує «Одинадцять друзів Оушена» (2001) і що комедія здається схожою за тоном на Critical Role. Мотамайор похвалив анімацію Red Dog Culture House з «динамічною бойовою хореографією та операторською роботою, які відрізняються» від інших анімаційних шоу, таких як «Кастлванія» (2017) і «Легенда про Vox Machina» (2022).
Аліса Мора для IGN заявила, що серіал є «незабутньою частиною фантастичної франшизи» з «чудовим» акторським складом і «переконливими сюжетними ритмами». Вона оцінила його на 7/10. Однак Мора вважала, що Спокута «незрозумілий серіал для тих, хто не знайомий із серією Dragon Age», на відміну від інших анімаційних адоптацій, таких як «Аркейн» (2021) і Легенда про Vox Machina (2022). Мора також прокоментувала обмежений час у серіалі, який залишає «мало місця для дихання», коли герої виконують свою місію, і що розвиток стосунків між персонажами здається «занадто швидким» — вона написала, що «це говорить лише про якість історії, продовження якої дуже хочеться побачити».
Лорен Мортон, для PC Gamer, також вважає, що шоу було незрозумілим для тих то не в темі і поспішним, оскільки «Спокута просто не має достатньо часу для всього акторського складу. У нього ледь вистачає часу, щоб розгорнути центральний сюжет, не кажучи вже про три романтичні лінії і кілька спогадів за менший час, ніж Роберт Паттінсон витратив на екрані в ролі Бетмена цього року». Мортон прокоментувала, що серія відеоігор Dragon Age залежить від якості її персонажів, і з меншою кількістю персонажів будь-який персонаж у Спокуті міг би стати «новим фаворитом фанатів». Вона не вважала, що шоу запам'яталося, що було «справжньою ганьбою», особливо враховуючи, що «спінофи по Dragon Age історично були чудовими».